# Piotrkówek Mały
Piotrkówek Mały – wieś w Polsce położona w województwie mazowieckim, w powiecie warszawskim zachodnim, w gminie Ożarów Mazowiecki.
W latach 1975–1998 miejscowość administracyjnie należała do województwa warszawskiego.
Według stanu w 2021 roku sołectwo Piotrkówek Mały liczyło 126 mieszkańców.
Sąsiedni Piotrkówek Duży jest o połowę mniejszy.